# Hexatoma melina
Hexatoma melina är en tvåvingeart som först beskrevs av Alexander 1922.  Hexatoma melina ingår i släktet Hexatoma och familjen småharkrankar.
Artens utbredningsområde är Paraguay. Inga underarter finns listade i Catalogue of Life.